# 市川みさこ
市川 みさこ（いちかわ みさこ、3月6日 - ）は、日本の漫画家。女性。東京都出身。血液型はA型。代表作『オヨネコぶーにゃん』はテレビアニメ化された。

## 略歴
自身を含めて3人きょうだい。『別冊少女コミック』（小学館）1972年2月号掲載の「ゆりこ先生」でデビュー。
1973年から『週刊少女コミック』で『しあわせさん』を連載開始、テレビアニメ化を機に『オヨネコぶーにゃん』へ改題した。『オヨネコぶーにゃん』は小学館から書籍・電子書籍版が1巻から9巻まで2014年より復刊されている。また『オヨネコぶーにゃん』の主人公である猫の「オヨヨ（ぶーにゃん）」は安田信託銀行のマスコットキャラクターに起用され、同行の預金通帳などに描かれたほか、ぬいぐるみや貯金箱をはじめ、弁当箱、皿やコップなどの食器類、トートバッグやテレホンカードなど、様々なノベルティが制作され販促に活用されていた。また同行のノベルティ以外にも、テレビアニメ化によりキャラクターグッズが発売された。
また、1977年に創刊された小学館の少女漫画雑誌『ちゃお』にも執筆していた。

## 作品リスト
- ゆりこ先生（別冊少女コミック、1972年2月号） - ※デビュー作[3][6]
- 初恋日記（別冊少女コミック、1972年6月号）[9]
- ぼくは悪魔だ（別冊少女コミックちゃお、1972年10月号増刊）[10]
- つばさのない天使（週刊少女コミック 不定期連載、1973年頃）[11]
- ぼくやっちゃん（別冊少女コミック、1973年1月号）[9]
- サリのお正月（週刊少女コミック 読切、1973年1月1日号）[11]
- おやすみちさちゃん（週刊少女コミック、1973年2月4日号）[11]
- つばさのない天使（別冊少女コミックちゃお、1973年5月増刊号）[10]
- パンダのヤンヤンちゃん（週刊少女コミック 不定期連載、1973年頃）[11]
- ラブ・ミーくん（別冊少女コミック、1973年9月号、1973年12月号 - 1976年12月号／別冊少女コミック増刊、1977年5月号）[9]
- パンはお好き？（週刊少女コミック 読切、1973年10月28日号）[11]
- しあわせさん（週刊少女コミック、1973年 - 1984年）[11][12]（小学館、全9巻）第7巻から『オヨネコぶーにゃん』に改題
- ドクトル・ドラ（別冊少女コミックちゃお、1974年）[10]
- ハロー！こちらインベーダー（別冊少女コミックちゃお、1975年1月号）[10]
- めありいちゃん（別冊少女コミックちゃお、1975年 - 1976年）[10]
- 忍者でごじゃる（週刊少女コミックちゃお、1975年）[10]
- あんぽんタヌキ（別冊少女コミック、1977年1月号 - ?）[9]
- オヨヨのももいろ日記（小学館、1977年）[13]
- オヨネコぶーにゃん（週刊少女コミック、1984年4月20日号 - 10月5日号）[12]
- 恋する夏の日（中学一年コース夏休み臨時増刊号 読切、1974年）[14]
- ペンキンさん（リリカ、1976年11月1号（創刊号） - 1979年3月29号（最終号））[15]
- おとぼけパンプキン（週刊少女コミック増刊号CORONET、1978年 - 1981年）[16]
- ミルキーぼんぼん（週刊少女コミック増刊号CORONET、1982年 - 1984年）[16]
- こんにちはホッペちゃん（小学館、全1巻、1985年）[17]
- ぶ～たれぷ～（ぴょんぴょん、1988年Vol.1（創刊号） - Vol.3,Vol.5 - 6,1989年1月号 - 1991年4月号）[18]
- ふたごろりん（ぴょんぴょん、1991年5月号 - 12月号）[18]
- オヨヨ 歳時記篇（日本エディターズ、全1巻、2001年）[19]

ほか